# Fernando Zambrano
Fernando Zambrano (El Saucejo, 23 ottobre 1949) è un ex calciatore e allenatore di calcio spagnolo, di ruolo centrocampista.

## Palmarès

### Giocatore

#### Competizioni nazionali
- Tercera División: 1

Getafe: 1975-1976